# Al-Aksa
Mošeja al-Aksa ali džamija Al-Aksa (arabsko جامع الأقصى, latinizirano: Jāmi' al-Aqṣā), znana tudi kot mošeja Qibli (المصلى القبلي, al-Muṣallā al-Qiblī), je kongregacijska mošeja ali molitvena dvorana v starem delu Jeruzalema. V nekaterih virih se imenuje tudi al-Masjid al-'Aqṣā. Ime je sporno, ker se lahko nanaša na celotno zgradbo in ne samo na mošejo. Širši kompleks mošeje je znan tudi kot Haram al-Šarif ali preprosto al-Aksa ali Tempeljski grič.
Med vladanjem rašidunskega kalifa Omarja (vladal 634–644) ali omajadskega kalifa Muavije I. (vladal 661–680) je bila v bližini sedanje mošeje postavljena majhna molilnica. Današnjo mošejo je zgradil peti omajadski kalif Abd al-Malik (vladal 685–705) ali njegov naslednik al-Valid I. (vladal 705–715) ali oba. Zgrajena je bila kot kongregacijska mošeja na isti osi kot Kupola na skali. Potem ko je bila mošeja uničena v potresu leta 746, jo je leta 758 obnovil abasidski kalif al-Mansur. Leta 780 jo je dodatno razširil abasidski kalif al-Mahdi v zgradbo s petnajst ladjami in osrednjo kupolo. V potresu leta 1033 je bila ponovno uničena. Mošejo je obnovil fatimidski kalif al-Zahir. Zmanjšal jo je na sedem ladij, a je njeno notranjost okrasil z dovršenim osrednjim obokom, prekritim z rastlinskimi mozaiki. Sedanja zgradba ohranja zasnovo iz 11. stoletja.
Med občasnimi prenovami so vladajoče islamske dinastije zgradile dodatke k mošeji, kot so kupola, fasada, minareti ter minbar in notranja struktura. Ko so jo leta 1099 zavzeli križarji, so jo uporabljali kot palačo in sedež verskega reda vitezov templjarjev. Ko je Jeruzalem in okolice leta 1187 osvojil sultan Saladin, je bila zgradba obnovljena kot mošeja. Ajubidski sultanat, Mameluški sultanat, Osmansko cesarstvo, Vrhovni islamski svet britanske Palestine in jordanske oblasti na Zahodnem bregu so mošejo večkrat obnovili, popravili in razširili. Po izraelski zasedbi Zahodnega brega je mošeja ostala pod neodvisno upravo Jeruzalemskega islamskega vakufa.
Mošeja Al-Aksa se nahaja v neposredni bližini različnih judovskih in krščanskih zgodovinskih in svetih krajev. Celotno območje je imelo zato velik geopolitični pomen in bilo glavno žarišče v izraelsko-palestinskem konfliktu.

## Zgodovina

### Obdobje pred gradnjo
Mošeja se nahaja na južnem delu Tempeljskega griča ali Haram al-Šarifa, obzidanega prostora, ki ga je razširil in uredil kralj Herod Veliki v začetku leta 20 pr. n. št. med njegovo rekonstrukcijo Drugega judovskega templja. Mošeja stoji na umetni ploščadi, podprti z oboki, ki so jih zgradili Herodovi inženirji, da bi premagali razgiban teren. V poznem obdobju Drugega templja je na mestu sedanje mošeje stala kraljeva stoa, zgrajena ob zidu ploščadi. Stoa je bila uničena skupaj s templjem med rimskim obleganjem Jeruzalema leta 70 n. št.
Nekoč so domnevali, da je na tem mestu stala  cerkev Nea Ekklesia Theotokos cesarja Justinijana, leta 543 posvečena Devici Mariji. Domnevo so ovrgli, ko so  leta 1973 odkrili njene ostanke  v južnem delu judovske četrti.
Analiza lesenih tramov in panel, odstranjenih iz mošeje med prenovo v 30. letih dvajsetega stoletja, kaže, da so izdelani iz libanonske cedre in ciprese. Radiokarbonsko datiranje je pokazalo širok razpon starosti. Nekaj lesa je iz obdobja do 9. stoletja pr. n. št., kar kaže, da je bil del lesa že prej uporabljen v starejših stavbah. Ponovna analiza istih tramov v 2010. letih je njihovo starost prestavila v bizantinsko obdobje.
Robert Hamilton  je med svojimi izkopavanji v 30.  letih 20. stoletja je odkril dele večbarvnega mozaičnega poda z geometrijskimi vzorci, vendar odkritja ni objavil. Datum izdelave mozaika je sporen. Zachi Dvira meni, da je iz predislamskega bizantinskega obdobja, medtem ko Baruch, Reich in Sandhaus podpirajo veliko kasnejši omajadski izvor, ker je podoben mozaikom iz omajadske palače, izkopane ob južnem obzidju Tempeljskega griča.

### Omajadsko obdobje
Obstoj večinoma lesene pravokotne mošeje na Tempeljskem griču s prostorom za 
3.000 vernikov je potrdil galski menih Arculf med njegovim romanjem v Jeruzalem v letih 679–682. Njene natančne lokacije Arculf ne omenja. 
Prvotno mošejo al-Aksa je zgradil omajadski kalif Abd al-Malik (vladal 685–705) ali njegov naslednik, sin al-Valid I. (vladal 705–715). Več zgodovinarjev meni, da je gradnjo naročil in začel Abd al-Malik, dokončel ali razširil pa al-Valid. Abd al-Malik se je lotl tudi drugih velikih arhitekturnih del na Tempeljskem griču, vključno z gradnjo Kupole na skali okoli leta 691. Islamsko izročilo pravi, da sta se kupola in mošeja začeli graditi istočasno.
Najzgodnejši vir, ki omenja gradnjo mošeje, so Afroditski papirusi, ki vsebujejo dopise  med al-Validovim guvernerjem Egipta v obdobju od decembra 708 do junija 711 in vladnim uradnikom v Gornjem Egiptu. V dopisih so razprave o napotitvi egipčanskih delavcev in obrtnikov na pomoč graditeljem mošeje, imenovane Jeruzalemska mošeja. Omenjeni delavci so za gradnjo mošeje rabili od šest mesecev do enega leta.
Leta 713–714 je Jeruzalem opustošila vrsta potresov in uničila vzhodni del mošeje, ki je bil pozneje obnovljen na al-Validovo zahtevo. Kalif je ukazal staliti zlato s Kupole na skali in z njim financiral popravila in obnove. Mošeja je bila v času Omajadov okrašena mozaiki in marmorjem in imela izjemno izdelan in poslikan leseni del. Delno ohranjeni mozaiki so razstavljeni v Palestinskem arheološkem muzeju in delno v Islamskem muzeju.
Zgodovinarji arhitekrure ocenjujejo velikost omajadske mošeje na 112 x 39 metrov. Stavba je bila pravokotna. Njena nenavadna značilnost je bila, da so prehodi ležali pravokotno na steno kible. Število ladij ni dokončno znano. Številni zgodovinarji navajajo število petnajst. Osrednja ladja je bila dvakrat širša od ostalih in bila verjetno nadgrajena s kupolo.
Zadnja leta vladavine Omajadov so bila za Jeruzalem burna. Zadnji omajadski kalif Marvan II. (vladal 744–750) je kaznoval prebivalce Jeruzalema, ker so podprli upor rivalskih emirjev proti njemu, in podrl mestno obzidje. Leta 746 je bila mošeja al-Aksa uničena v potresu. Štiri leta kasneje so bili Omajadi strmoglavljeni. Zamenjal jih je Abasidski kalifat s sedežem v Iraku.

### Abasidsko obdobje
Abasidi so na splošno kazali malo zanimanja za Jeruzalem. V nasprotju z omajadskim obdobjem se je vzdrževanje mošeje al-Aksa med njihovo vladavino pogosto opravljelo na pobudo lokalne muslimanske skupnosti in ne kalifa. Drugi abasidski kalif, al-Mansur (vladal 754-775), je obiskal Jeruzalem leta 758, ko se je vračal z romanja v Meko. Zgradbe na Tempeljskem griču, vključno z mošejo al-Aksa, so bile še vedno v ruševinah po potresu leta 746. Prebivalci mesta so prosili kalifa, naj financira obnovo stavb. V odgovor je dal kalif zlate in srebrne plošče z vrat mošeje prekovati v dinarje in dirhame za financiranje obnove.
Večino al-Mansurjevih popravil, razen južnega dela blizu mihraba, je poškodoval naslednji potres. Leta 780 je al-Mansurjev naslednik al-Mahdi ukazal obnoviti mošejo in zahteval, da guvernerji provinc  in vojaški  poveljniki financirajo obnovo stebrišča. Al-Mahdijeva prenova je bila prva, za katero obstajajo zapisi. Jeruzalemski geograf al-Mukaddasi je leta 985 zapisal:
Mošeja je še lepša od mošeje v Damasku ... zgradba [po al-Mahdijevi obnovi] je trdnejša in pomembnejša kot kdaj koli prej. Starejši del je ostal, celo kot lepotica, sredi novega ... mošeja Aksa ima šestindvajset vrat ... Središče glavne stavbe pokriva mogočna streha, visoka in dvokapna, nad katero se dviga veličastna kupola.— Le Strange 1890a, str. 98–99.
Al-Mukaddasi je omenil tudi to, da je imela mošeja petnajstih ladij, poravnanih pravokotno na Kiblo, in bogato okrašeno verando z imeni abasidskih kalifov, zapisanih na njenih vratih. Al-Mukaddasijev opis mošeje iz obdobja Abasidov podpirajo arheološke najdbe v letih 1938–1942. Abasidska gradnja je resnično ohranila nekatere dele starejše zgradbe in imela širok osrednji prehod s kupolo na vrhu. Mošeja, ki jo je opisal al-Mukaddasi, se je odpirala proti severu, proti Kupoli na skali, in ne proti vzhodu, kot običajno.
Jeruzalem sta obiskala ali naročila dela na mošeji al-Aksa samo al-Mansur in al-Mahdi in noben drug abasidski kalif. Kalif al-Mamun (vladal 813–833) je odredil pomembna dela drugje na Tempeljskem griču in prispeval bronast portal v notranjosti mošeje. Geograf Nasir Husrav je med svojim obiskom leta 1047 opazil, da je bilo na portalu izpisano al-Mamunovo ime. Abd Allahu ibn Tahirju, abasidskemu guvernerju vzhodne province Horasan (vladal 828–844), al-Mukaddasi pripisuje zasluge za izgradnjo marmornatega  stebrišča pred petnajstimi vrati na sprednji (severni) strani mošeje.

### Fatimidsko obdobje
Leta 970 so Palestino zasedli Fatimidi iz Egipta. Fatimidi so bili šiiti in ne suniti, kot prebivalci Jeruzalema.
Leta 1033 je mošejo močno poškodoval nov potres. Fatimidski kalif al-Zahir (vladal 1021–1036) je dal med letoma 1034 in 1036 mošejo obnoviti, vendar so bila dela končana šele leta 1065 med vladavino kalifa Al-Mustansirja (vladal 1036–1094).
Nova mošeja je bila precej manjša od prejšnje. Od prejšnjih petnajst je bila zmanjšana na sedem ladij, kar je bilo verjetno odraz znatnega upada lokalnega prebivalstva. Osrednja ladja je bila dvakrat širša od drugih in je imela dvokapno streho s kupolo. Ladje, razen tistih ob glavni ladji, so imele enajst lokov. Mošeja verjetno ni imela stranskih vrat kot njena predhodnica.
Prepoznavna značilnost nove zgradbe so bili bogati mozaiki na kupoli, obesi, ki sta vodoli do kupole, in lok pred mihrabom. Mozaiki so bili v isklamski arhitekturi redki.
Nad lokom pred mihrabom je dolg napis v zlatu, ki neposredno povezuje mošejo al-Aksa z Mohamedovim nočnim potovanjem od »mosdžid al-haram« do »masdžid al-aqsa«. Napis je prvi primer verza iz Korana v Jeruzalemu.
Al-Zahirjeva znatna naložba v Haram, vključno z mošejo al-Aksa, sredi politične nestabilnosti v prestolnici Kairo, uporov beduinskih plemen in kuge kaže, da so Fatimidi zaradi lastnih verskih prepričanj in političnih razlogov poskušali zgraditi veličastno in simbolično mošejo ter Haram nasploh. Današnja mošeja v veliki meri ohranja al-Zahirjev načrt.
Leta 1078 so Jezuzalem zasedli Turki Seldžuki in ga obdržali do leta 1098, ko so ga ponovno osvojili Fatimidi.

### Križarsko/ajubidsko obdobje
Križarji so osvojili Jeruzalem med prvo križarsko vojno leta 1099. Mošejo al-Aksa so preimenovali v Salomonov tempelj (Templum Solomonis), Kupolo na skali pa v Gospodov tempelj (Templum dominis). Kupola je postala krščanska cerkev v domeni avguštincev. Al-Aksa je postala kraljeva palača in konjušnica. 
Leta 1119 je jeruzalemski kralj v zgradbo ob svoji palači namestil sedež vitezov templjarjev. V tem obdobju je mošeja doživela nekaj strukturnih sprememb, vključno z razširitvijo njene severne verande ter dodatkom apside in pregradnega zidu. Zgrajen je bil tudi nov križni hodnik, cerkev in več drugih zgradb. Templjarji so zgradili obokan zahodni in vzhodni prizidek k stavbi. Zahodni trenutno služi kot ženska mošeja, vzhodni pa kot Islamski muzej.
Potem ko so Ajubidi pod Saladinovim vodstvom po obleganju leta 1187 ponovno osvojili Jeruzalem, so v mošeji al-Aksa opravili več popravil in prenov. Da bi pripravil mošejo za petkovo molitev, je Saladin v enem tednu po zavzetju Jeruzalema ukazal odstraniti stranišča in skladišča žita, ki so jih v al-Aksi namestili križarji, prekriti tla z dragocenimi preprogami in njeno notranjost odišaviti z rožno vodo in kadilom. Saladinov predhodnik, zengidski sultan Nur ad-Din, je v letih 1168–1169 naročil gradnjo novega minbarja iz slonovine in lesa, ki je bil dokončan po njegovi smrti. Ajubidski sultan al-Muazzam  je leta 1218 zgradil severno verando mošeje s tremi vrati. Leta 1345 so Mameluki pod vodstvom al-Kamila Šabana dodali dve ladji in dvoja vrata na vzhodni strani mošeje.

### Osmansko in sodobno obdobje
Potem ko je oblast v Jeruzalemu leta 1517 prevzelo Osmansko cesarstvo, se novi oblastniki niso lotili večjih prenov ali popravil mošeje, so pa uredili svetišče kot celoto. Leta 1527 so zgradili Fontano Kasim paše, obnovili bazen Rarandž in zgradili tri prostostoječe kupole. Najbolj opazna je kupola preroka, zgrajena leta 1538. Vse gradnje so naročili  osmanski guvernerji Jeruzalema in sultani. Sultani so zgradili dodatke k obstoječim minaretom.
Leta 1816 je mošejo obnovil guverner Sulejman Paša al-Adil, potem ko je bila v zelo slabem stanju.
V 20. stoletju je bila mošeja prvič obnovljena  leta 1922 po naročilu Vrhovnega  muslimanskega sveta pod vodstvom Amina al-Huseinija, velikega jeruzalemskega muftije. Prenova je vključevala ojačitev starodavnih omajadskih temeljev mošeje, popravilo notranjih stebrov, zamenjavo tramov, obnovo in bobna v notranjosti glavne kupole, obnovo južne stene in zamenjavo lesa v osrednji ladji z betonsko ploščo. Med obnovo so bili odkriti fatimidski mozaiki in napisi na notranjih obokih, ki so bili prekriti z ometom. Oboki so bili okrašeni z zlatom in zeleno obarvanim mavcem, njihovi leseni nosilci pa so bili zamenjani z medeninastimi. Skrbno obnovljena je bila četrtina vitrajev.
Potres leta 1927 in manjši potresni sunek poleti 1937 sta podrla streho mošeje,  kar je zahtevalo temeljito obnovo zidov in notranjosti  mošeje.
20. julija 1951 je palestinski atentator v mošeji s tremi streli ubil kralja Abdulaha I. Ustreljen je bil tudi njegov vnuk, princ Husein, ki je preživel, ker je medalja na njegovih prsih odbila kroglo.
21. avgusta 1969 je obiskovalec iz Avstralije, evangeličanski kristjan Denis Michael Rohan, v mošeji zanetil požar v upanju, da bo s požigom al-Akse pospešil Jezusov drugi prihod. Požig v al-Aksi velja za enega od povodov za ustanovitev Organizacije islamske konference. Po požigu so zgradili kupolo iz betona in jo prekrili z aluminijasto pločevino. Leta 1983 so aluminij zamenjali s svincem.
V 80. letih dvajsetega stoletja sta Ben Šošan in Jehuda Etzion, oba člana podzemne organizacije Gush Emunim, načrtovala razstrelitev mošeje al-Aksa in Kupole na skali. Etzion je verjel, da bo njuno dejanje povzročilo duhovno prebujenje v Izraelu in rešila vse probleme judovskega ljudstva. Upala sta tudi, da bo na njenem mestu zgrajen  Tretji jeruzalemski tempelj.

## Arhitektura
Mošeja je pravokotne oblike, dolga 83 m in široka 56 m, in lahko sprejme do 5000 vernikov. Za razliko od Kupole na skali, ki odseva klasično bizantinsko arhitekturo, je mošeja al-Aksa značilna za zgodnjo islamsko arhitekturo.

### Kupola
Od prve kupole, zgrajene v času Abd al-Malika, ni ostalo ničesar. Sedanja kupola je kopija az-Zahirjeve lesene kupole prevlečene s svinčeno pločevino. Kupola je zgorela v požaru leta 1969. Sedanja kupola je iz betona, prevlečena s svincem.
Kupola al-Akse je ena redkih kupol, ki so bile zgrajene pred mihrabom v obdobju Omajadov in Abasidov. Drugi sta bili Omajadska mošeja v Damasku (715) in Velika mošeja v Sousseu (850). Notranjost kupole je bila poslikana v 14. stoletja. Med požarom leta 1969 so bile izvirne poslikave nepopravljivo izgubljene, vendar so bile popolnoma rekonstruirane.

### Pročelje in veranda
Pročelje mošeje je bilo zgrajeno leta 1065 po naročilu fatimidskega kalifa al-Mustansirja Bilaha. Pročelje sestavljajo arkade, kronane z balustrado. Križarji so pročelje poškodovali, a so ga Ajubidi obnovili in obložili s ploščicami. Del gradiv je bil vzet iz križarskih zgradb v Jeruzalemu. Pročelje je sestavljeno iz štirinajstih, večinoma romanskih,  kamnitih lokov. Vhod v mošejo je skozi osrednji lok pročelja.

### Notranjost
Mošeja al-Aksa ima sedem hipostilnih ladij z več dodatnimi majhnimi dvoranami zahodno in vzhodno od južnega dela stavbe. V mošeji je 121 vitražev iz abasidskega in fatimidskega obdobja. Približno četrtina vitražev je bila obnovljena leta 1924. Na prečniku loka nasproti glavnega vhoda so mozaični okraski in napis iz fatimidskega obdobja.
- Notranjost mošeje
- Notranjost mošeje
- Okrašen zid nad mihrabom
- Mihrab
- Verz iz Korana s pripisanim imenom restavratorja po požaru leta 1969
- Notranjost glavne kupole
- Minbar, zgrajen pod Saladinom
- Vernik, posnet leta 2008

Notranjost mošeje podpira 45 stebrov, 33 iz belega marmorja in 12 iz kamna. Kapiteli stebrov so štirih različnih vrst: tisti v osrednji ladji so težki in primitivno oblikovani, medtem ko so tisti pod kupolo korintski in izdelani iz italijanskega belega marmorja. Kapiteli v vzhodni ladji so težke košaraste oblike, tista vzhodno in zahodno od kupole pa sta prav tako košarasta, vendar manjša in bolj proporcionalna. Stebri so med seboj povezani z ogrodjem iz približno kvadratnih tramov, obdanih z lesenim ohišjem.
Velik del mošeje je pobeljen. Boben kupole in stene tik pod njo so okrašeni z mozaiki in marmorjem. Nekatere slike italijanskega umetnika so bile med popravili po potresu leta 1927 obnovljene. Strop mošeje je bil poslikan s financiranjem egiptovskega kralja Faruka.

### Minbar
Minbar mošeje je zgradil mojster Aktarini iz Alepa po naročilu zengidskega sultana Nur ad-Dina. Minbar naj bi bil darilo mošeji po sultanovi osvojitvi Jeruzalema. Gradil se je šest let (1168–1174). Ko je Nur ad-Din umrl, so križarji še vedno vladali v Jeruzalemu. Minbar je bil postavljen šele leta 1187, ko je Jeruzalem zasedel sultan Saladin. Izdelan je bil iz slonovine in skrbno izrezljanega lesa. Na njem so bili kaligrafski napisi v arabščini, okrasni geometrijski liki in cvetlični vzorci.
Po uničenju v požaru leta 1969 je bil nadomeščen z mnogo enostavnejšim minbarjem. Januarja 2007 je Adnan al-Husajni, predstojnik Islamskega vakufa, pristojnega za Al-Akso, sklenil, da je treba postaviti nov minbar. Načrte zanj je naredil Jamil Badran po natančni repliki Saladinovega minbarja. Načrtovanje je trajalo pet let. Minbar je bil izdelan v Jordaniji. Izdelava je trajala več kot štiri leta s tehnikami srednjeveških obrtnikov. Elementi so med seboj povezani z lesenimi klini in ne z žeblji.

## Sedanje stanje
Upravni organ, odgovoren za celotno kompleks mošeje al-Aksa, je znan kot "Jeruzalemski vakuf" in je organ jordanske vlade. Za verske zadeve v kompleksu mošeje je odgovoren jeruzalemski veliki mufti, ki ga imenuje vlada Palestine.
Lastništvo mošeje al-Aksa je sporno vprašanje v izraelsko-palestinskem konfliktu. Med pogajanji na vrhu v Camp Davidu leta 2000 so Palestinci zahtevali popolno lastništvo nad mošejo in drugimi islamskimi svetimi kraji v vzhodnem Jeruzalemu.

### Dostopnost
Muslimani, ki živijo v Izraelu ali so na  obisku v njem, in Palestincem, ki živijo v vzhodnem Jeruzalemu, imajo praviloma nemejen vstop na Tempeljski grič in mošejo al-Aksa. Izraelska vlada, domnevno zaradi varnosti, občasno prepreči vstop nekaterim skupinam muslimanov, na primer moškim, mlajšim od 50 let, ženskam, mlajšim od 45 let in podobno. Prepoved lahko traja tudi več časa.